# Lisa Jakub
Lisa Jakub (Toronto, Ontario, 27 de diciembre de 1978) es una actriz canadoestadounidense, conocida por sus papeles en Mrs. Doubtfire e Independence Day.

## Primeros años y carrera
Jakub nació en Toronto, Ontario. Su primer papel fue en Eleni, que fue protagonizada por Kate Nelligan y John Malkovich. Saltó a la prominencia como Lydia Hillard en Mrs. Doubtfire. Interpretó a una activista en Matinee. También tuvo un papel considerable en Independence Day, The Beautician and the Beast e interpretó la «inspiración» para Leia Organa en la película George Lucas in Love. Protagonizó en Picture Perfect e interpretó a una trabajadora en Painted Angels.

## Filmografía
- Eleni (1985)
- The Story Lady (1991)
- Mrs. Doubtfire (1993)
- Matinee (1993)
- A Child's Cry for Help (1994)
- Picture Perfect (1995)
- El triángulo de las Bermudas (1996)
- Independence Day (1996)
- A Pig's Tale (1996)
- Painted Angels (1997)
- The Beautician and the Beast (1997)
- George Lucas in Love (1999)
- Double Frame (2001)